# Typodryas
Typodryas is een kevergeslacht uit de familie van de boktorren (Cerambycidae). De wetenschappelijke naam van het geslacht werd voor het eerst geldig gepubliceerd in 1864 door Thomson.

## Soorten
Typodryas omvat de volgende soorten:
- Typodryas brunnicollis Chiang & Wu, 1987
- Typodryas callichromoides Thomson, 1864
- Typodryas cambodianus Villiers, 1958
- Typodryas chalybeata (Pascoe, 1866)
- Typodryas kurosawai Hayashi, 1986
- Typodryas trochanterius Gahan, 1906
- Typodryas unidentatus Villiers, 1958